# His Last Serenade
His Last Serenade est un film muet américain réalisé par Frank Lloyd et sorti en 1915.

## Fiche technique
- Titre : His Last Serenade
- Réalisation : Frank Lloyd
- Scénario : James Dayton
- Production : Carl Laemmle pour Universal Film Manufacturing Company
- Genre : Film dramatique
- Date de sortie : 
  - États-Unis : 7 mars 1915

## Distribution
- Frank Lloyd : Beppo
- Helen Leslie : l'invalide
- Millard K. Wilson : le docteur
- Gretchen Lederer : la femme de chambre
- Marc Robbins : le père